# Galileo (navegación por satélite)

Logotipo del Sistema de navegación Galileo

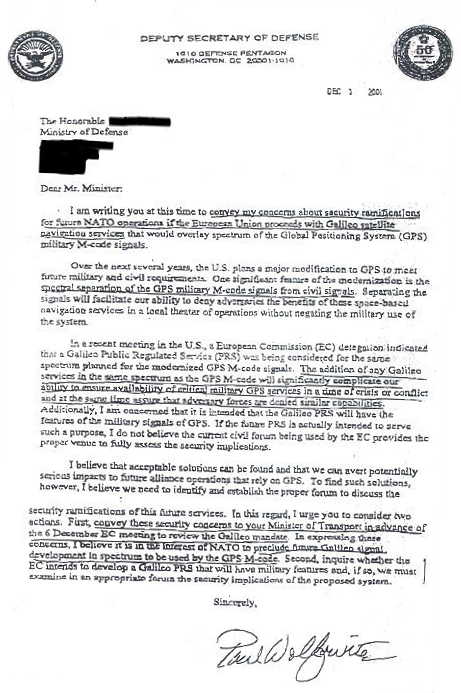
Estados Unidos se había opuesto desde el primer momento al proyecto Galileo en favor del estadounidense GPS porque entendía que supondría serios retos y problemas a las operaciones militares de la OTAN. Finalmente estadounidenses y europeos llegaron a un acuerdo de complementariedad de ambos sistemas. En la imagen copia de la carta remitida por Paul Wolfowitz, subsecretario de defensa estadounidense, a los ministros de la UE expresando su preocupación por el solapamiento de frecuencias del proyecto de sistema de posicionamiento Galileo con las ya planeadas en el GPS para uso exclusivamente militar, así como por la aparente presencia en Galileo de características del GPS militar, estando sin embargo bajo gestión civil.

Galileo es el sistema paneuropeo de radionavegación y posicionamiento por satélite desarrollado por la Agencia Espacial Europea (ESA) y financiado por la Comisión Europea, estando operado por la Agencia de la Unión Europea para el Programa Espacial (EUSPA). Este sistema dota a la Unión Europea de una tecnología única e independiente del GPS estadounidense y del GLONASS ruso, alcanzando uno de los objetivos de la «autonomía estratégica europea». Desde 2021, todos los satélites de Galileo han sido puestos en óribita vía cohetes rusos o estadounidenses.  Al contrario de estos dos, es de creación, gestión y uso civil. El sistema se puso en marcha el 15 de diciembre del 2016 con alrededor de la mitad de los satélites que lo componen, y en 2016 se esperaba completarlo para 2020. Actualmente Galileo consta de 23 satélites operativos y 5 no disponibles o en desuso. Galileo está apoyado por el sistema europeo EGNOS, también desarrollado por la ESA.

## Historia
A finales del siglo XX, un grupo de estados de la Unión Europea comenzaron a mostrar cierto rechazo e inseguridad sobre los sistemas GPS (de origen estadounidense) y GLONASS (de origen ruso). Este grupo de países temía que, en caso de conflicto armado internacional, tanto Estados Unidos como Rusia limitaran o dificultaran el acceso a estos sistemas a los países de la Unión Europea, limitando así la operatividad militar y civil de la región. Paralelamente, también mostraron cierta preocupación sobre la precisión y efectividad de los sistemas GPS y GLONASS, especialmente de cara al futuro.
Ante esta situación, la Unión Europea —a través de la Agencia Espacial Europea—, anunció en 2003 el proyecto GALILEO, un sistema de geolocalización desarrollado y gestionado íntegramente por organismos europeos, asegurando así la independencia de la región y mejorando los servicios de posicionamiento.
Las fases establecidas para la implementación del sistema fueron:
- Definición (2000-2003)
- Desarrollo y validación en órbita (2004-2008)
- Despliegue (2008-2010)
- Explotación comercial (a partir de 2010-2015)

En julio de 2005, entró en funcionamiento el sistema EGNOS, un sistema de aumentación basado en satélites (SBAS) que corrige las señales de sistemas de navegación por satélite en Europa. Por el momento, este sistema está disponible para mejorar la precisión y dar integridad a las señales de GPS y GLONASS, y se espera que en un futuro mejore también la señal de GALILEO. En otras regiones del mundo hay otros sistemas similares compatibles con EGNOS: WAAS de Estados Unidos, MSAS de Japón y el GAGAN de la India.
El 28 de diciembre de 2005, se lanzó el satélite de pruebas GIOVE-A (Galileo In-Orbit Validation Element), primero de este sistema de localización por satélite, desde el cosmódromo de Baikonur, en Kazajistán. El segundo de los satélites de prueba, el GIOVE-B debería haberse lanzado en abril de 2006, pero por problemas con el ordenador a bordo, el lanzamiento fue retrasado hasta el 25 de abril de 2008, teniendo lugar desde el mismo cosmódromo. Ambos satélites han sido retirados en 2012 después de cumplir su periodo de vida.
Entre los años 2011 y 2012, se completó la fase IOV (In-Orbit Validation) con cuatro nuevos satélites, lográndose en julio de 2013 la fijación de la posición utilizando esos cuatro satélites —cualquier dispositivo electrónico requiere un mínimo de cuatro satélites para realizar correctamente un geoposicionamiento—.
La última de las fases, conocida como FOC (Final Operation Capability), añade 26 satélites a los 4 anteriores —30 satélites operativos en total en tres órbitas diferentes—, permitiendo así la operatividad completa del sistema y el inicio de los servicios. Esta última fase está previsto completarse en 2020, lo que representa una década de retraso sobre la fecha inicialmente prevista.
En el campo del servicio para aplicaciones críticas (Safety-of-Life - SoL), se marca un hito al implementarse los primeros sistemas de aproximación LPV-200 en el aeropuerto de París Charles de Gaulle.
Por otro lado, el primer teléfono móvil preparado para Galileo fue de una compañía española. Al mismo, le siguieron otros modelos de fabricantes mayoritarios.
En diciembre de 2016 la Comisión Europea, propietaria del sistema, informó que Galileo comenzó sus operaciones y que los satélites ya envían información de posicionamiento, navegación y determinación de la hora a usuarios de todo el mundo. El sistema se puso en marcha el 15 de diciembre del 2016, con alrededor de la mitad (17 satélites)  de la constelación prevista que será completada para el año 2020. En julio de 2019 hay 22 satélites operativos.
La ESA ha supervisado el diseño y el despliegue de Galileo y en el año 2017 cedió las operaciones del sistema y la provisión de servicios a la Autoridad de Supervisión del GNSS Europeo (GSA).

## Características técnicas y prestaciones

La animación muestra la constelación de satélites Galileo, cómo orbitan en tres órbitas alrededor de la Tierra y cuántos satélites se ven desde un punto dado de la superficie del planeta en cada momento, que varía entre 9 y 15 satélites.

Este Sistema Global de Navegación por Satélite (GNSS), además de prestar servicios de autonomía en radionavegación y ubicación en el espacio, será interoperable con los sistemas GPS y GLONASS. El usuario podrá calcular su posición con un receptor que utilice satélites de distintas constelaciones (como casi cualquier teléfono móvil fabricado desde 2017). Al ofrecer dos frecuencias en su versión estándar, Galileo brindará ubicación en el espacio en tiempo real con una precisión del orden de 1 metro para el sistema gratuito, y de hasta 1 cm en el de pago, algo sin precedentes en los sistemas públicos.
Desde prácticamente cualquier localización en el planeta, serán visibles de seis a ocho satélites de la constelación, lo que permite la determinación del tiempo y la localización  con gran precisión. La interoperabilidad con el sistema GPS estadounidense aumenta la fiabilidad de Galileo.
Del mismo modo, los satélites Galileo, a diferencia de los que forman la malla GPS, estarán en órbitas ligeramente más inclinadas hacia los polos. De este modo sus datos serán más exactos en las regiones cercanas a los polos, donde los satélites de EEUU pierden su precisión de manera notable.
Asimismo, garantizará la disponibilidad continua del servicio, excepto en circunstancias extremas, y, con el apoyo de EGNOS, informa a los usuarios en segundos en caso del fallo de un satélite. Esto lo hace conveniente para aplicaciones donde la seguridad es crucial, tal como las aplicaciones ferroviarias, la conducción de automóviles o el control del tráfico aéreo. El uso de EGNOS para aviación civil mediante el procedimiento LPV es el recomendado por la OACI (Organización Internacional de Aviación Civil), en detrimento del actual ILS. El uso combinado de Galileo y otros sistemas GNSS ofrecerá un gran nivel de prestaciones para todas las comunidades de usuarios del mundo entero.
Una preocupación importante de los actuales usuarios de la radionavegación por satélite es la fiabilidad y vulnerabilidad de la señal. En los últimos años, se han producido varios casos de interrupción del servicio por causas tales como interferencia accidental, fallos de los satélites, denegación o degradación de la señal. En este contexto, Galileo realizará una importante contribución a la reducción de estos problemas al proveer en forma independiente la transmisión de señales suplementarias de radionavegación en diferentes bandas de frecuencia. En total, utilizará 10 radiofrecuencias, de la siguiente manera:
- 4 frecuencias en el rango de 1164-1215 MHz (E5A-E5B)
- 3 frecuencias en el rango de 1260-1300 MHz (E6),
- 3 frecuencias en el rango de 1559-1591 MHz (E1).

## Servicios
Galileo está concebido para usuarios multimodales. A fin de responder a las diferentes necesidades, el sistema proveerá cinco servicios.

### Servicio abierto (Open Service – OS)
Orientado a aplicaciones para el público en general. Proveerá señales para proporcionar información precisa de tiempo y posicionamiento en forma gratuita.
Cualquier usuario equipado con un receptor podrá acceder a este servicio, sin necesidad de ninguna autorización. La precisión de posición y la disponibilidad serán superiores a las de GPS y sus versiones futuras. El servicio abierto permitirá a los usuarios que posean receptores de uso corriente determinar su posición con un margen de error de unos pocos metros. Se estima que la mayoría de los receptores utilizarán señales conjuntas de Galileo y GPS, lo que ofrecerá a los usuarios una notable mejora en la prestación de servicios en áreas urbanas.
Las frecuencias serán E5A, E5B, E1.

### Servicio para aplicaciones críticas (Safety-of-Life – SoL)
Se utilizará para la mayoría de las aplicaciones de transporte donde la vida humana se podría poner en peligro si la prestación de los servicios del sistema de radionavegación se viera degradada sin notificación en tiempo real.
Este servicio proporcionará la misma precisión en posicionamiento y en información precisa de tiempo que el servicio abierto. La diferencia principal es el alto nivel de integridad de cobertura mundial para las aplicaciones donde la seguridad es crítica, como por ejemplo la navegación aérea y las aplicaciones ferroviarias donde la precisión garantizada es esencial. Este servicio aumentará la seguridad, especialmente donde no hay servicios tradicionales de infraestructura terrestre. Su alcance mundial aumentará la eficiencia de las empresas que operan a escala mundial como aerolíneas y compañías marítimas transoceánicas.
El servicio estará asegurado y sus prestaciones se obtendrán mediante el uso de receptores certificados de doble frecuencia. En tales condiciones la futura Sociedad de Explotación GALILEO (GALILEO Operating Company – GOC) garantizará el servicio SoL.
Las frecuencias serán E5A, E5B, E1.

### Servicio Comercial (Commercial Authentication Service – CAS)
Estará orientado a aplicaciones comericales que requieren un nivel de prestaciones superior que las que ofrece el servicio abierto. Brindará servicios de valor añadido a cambio del pago de un canon.
El servicio comercial agrega dos señales a las señales de acceso abierto. Este par de señales está protegido mediante cifrado comercial, el cual será gestionado por los prestadores de servicios y la futura GOC. El acceso será controlado a nivel de receptor con claves de protección de acceso. Ejemplos de servicios típicos de valor añadido incluyen difusión de datos, garantías de servicio, servicios de información precisa de tiempo, provisión de modelos ionosféricos y señales locales de corrección diferencial para proporcionar gran precisión. Varios de estos servicios serán desarrollados por terceros —prestadores regionales—, quienes comprarán a la sociedad explotadora del sistema, GALILEO Operating Company, el derecho de uso de las señales comerciales.
La frecuencia será E6.

### Servicio público regulado (Public Regulated Service – PRS)
Servicio "robusto" y de acceso controlado para aplicaciones gubernamentales. El servicio PRS será utilizado por usuarios tales como la policía y la aduana.
Instituciones civiles controlarán el acceso al servicio PRS cifrado cuyo ingreso por región o grupo de usuarios cumplirá las políticas de seguridad aplicables en toda Europa. Deberá estar operativo en todo momento y en cualquier circunstancia, especialmente en períodos de crisis o cuando otros servicios puedan estar interferidos intencionadamente. El PRS es un servicio independiente, en forma tal que otros servicios pueden ser denegados sin que esto afecte a la disponibilidad del servicio PRS. Una característica que destaca al servicio PRS es la robustez de su señal, lo cual lo protege contra los efectos de las interferencias intencionadas y de los intentos de emisión intencionada de una señal modificada.
Las frecuencias serán E6 y E1.

### Servicio de búsqueda y salvamento (Search and Rescue Service – SAR)
Este servicio brindará importantes mejoras al sistema de Búsqueda y Salvamento (SAR) existente, como por ejemplo:
- Recepción en casi tiempo real de mensajes de socorro transmitidos desde cualquier punto de la Tierra (el tiempo medio de espera es actualmente de una hora).

- Localización precisa de alertas (pocos metros, en lugar de los 5 km actualmente especificados).

- Detección por múltiples satélites para evitar el bloqueo en condiciones de poca visibilidad de los satélites.

- Mayor disponibilidad del segmento espacial (30 satélites en órbita terrestre media que se añaden a los cuatro satélites en órbita terrestre baja y los tres satélites geoestacionarios del actual sistema).

Por otra parte, Galileo introducirá nuevas funciones, tales como enlace de retorno (del operador del SAR a la baliza emisora de socorro). De esta forma, facilitará las operaciones de rescate y ayudará a reducir el índice de falsas alarmas. Este servicio se está definiendo en cooperación con los responsables del sistema COSPAS-SARSAT y sus características y operaciones se regulan bajo el control de la Organización Marítima Internacional (OMI) y la Organización de Aviación Civil Internacional (OACI).

## Características técnicas

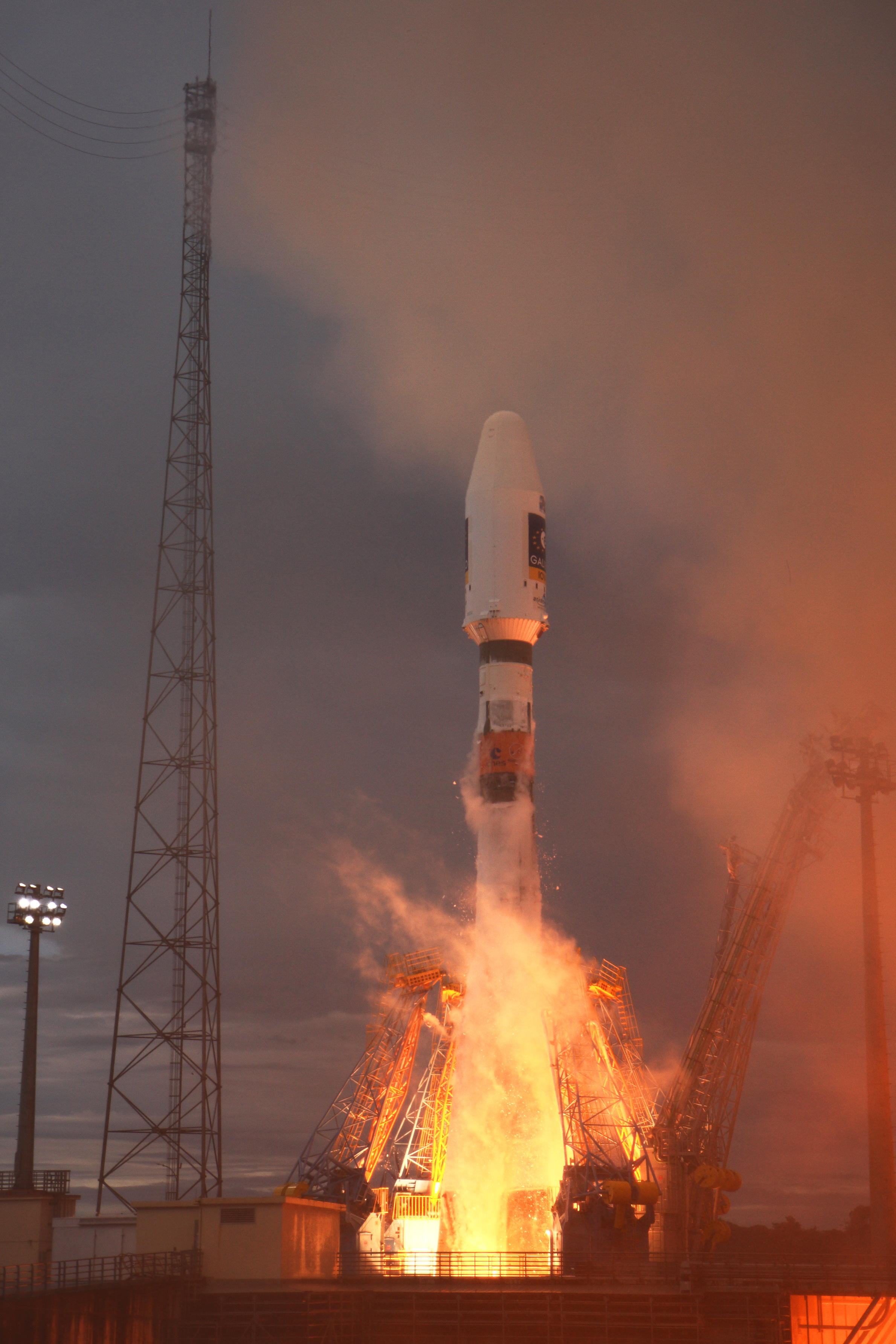
Lanzamiento del primer módulo Galileo en un cohete Soyuz.

El sistema Galileo estará formado por una constelación mundial de 30 satélites en órbita terrestre media distribuidos en 3 planos inclinados con un ángulo de 56° hacia el ecuador, a 23222 km de altitud. A término habrá diez satélites alrededor de cada órbita y cada uno tarda 14 horas en completar una órbita de la Tierra. Cada plano tiene un satélite de reserva activo, capaz de reemplazar a cualquier satélite que falle en ese plano.
Los satélites emplean tecnologías de gran fiabilidad a la vez que innovadoras. El cuerpo rota sobre el eje que mira a la Tierra para que sus paneles solares roten y apunten al Sol (generando un pico de potencia de 1,5 kW). Después de que se establezca la constelación inicial, los demás satélites que se lancen reemplazarán a los dañados y completarán el sistema a medida que la vida útil de los satélites originales se extinga.
Dos centros de control Galileo, ubicados en Europa, controlan la constelación y la sincronización de los cronómetros atómicos de cada satélite, el procesamiento de señales de integridad y el manejo de datos de todos los elementos internos y externos. Una red de comunicaciones dedicada de alcance mundial interconecta todas las estaciones y las instalaciones terrestres mediante enlaces terrestres y satelitales (VSAT).
La transferencia de datos con los satélites se realiza a través de una red mundial de estaciones Galileo de enlace ascendente, cada una de las cuales tiene estaciones de telemetría, telecomunicaciones, seguimiento de satélites y de transmisión de la información de la misión. Las estaciones de monitoreo de GALILEO de todo el planeta controlan la calidad de la señal. La información obtenida de estas estaciones se transmite por la red de comunicaciones a los dos centros de control terrestres.
Los componentes regionales proveen, de forma independiente, la integridad de las señales de Galileo. Los prestadores de servicios regionales difunden los datos de integridad regionales usando los canales de enlace ascendente autorizados provistos por el sistema. Se garantiza que los usuarios siempre reciban datos de integridad a través de dos satélites con un ángulo mínimo de elevación de 25°.
Los componentes locales mejoran las prestaciones mencionadas anteriormente con distribución de datos locales por medio de radioenlaces terrestres o redes de comunicación existentes a fin de aumentar la precisión o la integridad alrededor de aeropuertos, puertos cabeza de líneas ferroviarias y en áreas urbanas. Se desplegarán componentes locales también para ampliar los servicios de radionavegación a los usuarios situados dentro de edificios.

### Lista de satélites
| #  | Programa                                    | Satélite (Nombre)      | Fecha       | Vehículo y lugar de lanzamiento        | Estado               | Observaciones |
| -- | ------------------------------------------- | ---------------------- | ----------- | -------------------------------------- | -------------------- | --- |
| A  | GIOVE (Galileo In-Orbit Validation Element) | GSAT0001 (GIOVE-A)     | 28-dic-2005 | Soyuz-FG/ Fregat Baikonur              | Retirado 30-jun-2012 | Desarrollado con el objetivo principal de reclamar las frecuencias asignadas a Galileo por la UIT.                                           |
| B  | GIOVE (Galileo In-Orbit Validation Element) | GSAT0002 (GIOVE-B)     | 27-abr-2008 | Soyuz-FG/ Fregat Baikonur              | Retirado 23-jul-2012 | Objetivo similar a GIOVE-A pero con señales de mayor fidelidad para pruebas.                                                                 |
| 1  | Galileo-IOV (In Orbit Validation)           | GSAT0101 ( Thijs)      | 21-oct-2011 | Soyuz-STB/ Fregat-MT Kourou            | Operativo            | Los satélites IOV (In Orbit Validation) se usaron para la validación de la señal. Las naves sanas se consideran parte de la flota operativa. |
| 2  | Galileo-IOV (In Orbit Validation)           | GSAT0102 ( Natalia)    | 21-oct-2011 | Soyuz-STB/ Fregat-MT Kourou            | Operativo            | Los satélites IOV (In Orbit Validation) se usaron para la validación de la señal. Las naves sanas se consideran parte de la flota operativa. |
| 3  | Galileo-IOV (In Orbit Validation)           | GSAT0103 ( David)      | 12-oct-2012 | Soyuz-STB/ Fregat-MT Kourou            | Operativo            | Los satélites IOV (In Orbit Validation) se usaron para la validación de la señal. Las naves sanas se consideran parte de la flota operativa. |
| 4  | Galileo-IOV (In Orbit Validation)           | GSAT0104 ( Sif)        | 12-oct-2012 | Soyuz-STB/ Fregat-MT Kourou            | Fuera de servicio    | Tras varios incidentes técnicos antes de su puesta en órbita, el satélite está fuera de servicio al no transmitir la señal correctamente.    |
| 5  | Galileo-FOC (Final Operation Capability)    | GSAT0201 ( Doresa)     | 22-ago-2014 | Soyuz-STB/ Fregat-MT Kourou            | Solo pruebas         | Lanzado a una órbita incorrecta, fue movido a una órbita utilizable en diciembre de 2014.                                                    |
| 6  | Galileo-FOC (Final Operation Capability)    | GSAT0202 ( Milena)     | 22-ago-2014 | Soyuz-STB/ Fregat-MT Kourou            | Solo pruebas         | Lanzado a una órbita incorrecta, fue movido a una órbita utilizable en marzo de 2015.                                                        |
| 7  | Galileo-FOC (Final Operation Capability)    | GSAT0203 ( Adam)       | 27-mar-2015 | Soyuz-STB/ Fregat-MT Kourou            | Operativo            | |
| 8  | Galileo-FOC (Final Operation Capability)    | GSAT0204 ( Anastasia)  | 27-mar-2015 | Soyuz-STB/ Fregat-MT Kourou            | No utilizable        | Retirado del servicio activo el 8 de diciembre de 2017 hasta nuevo aviso para propósitos de gestión de constelación.                         |
| 9  | Galileo-FOC (Final Operation Capability)    | GSAT0205 ( Alba)       | 11-sep-2015 | Soyuz-STB/ Fregat-MT Kourou            | Operativo            | |
| 10 | Galileo-FOC (Final Operation Capability)    | GSAT0206 ( Oriana)     | 11-sep-2015 | Soyuz-STB/ Fregat-MT Kourou            | Operativo            | |
| 11 | Galileo-FOC (Final Operation Capability)    | GSAT0208 ( Andriana)   | 17-dic-2015 | Soyuz-STB/ Fregat-MT Kourou            | Operativo            | |
| 12 | Galileo-FOC (Final Operation Capability)    | GSAT0209 ( Liene)      | 17-dic-2015 | Soyuz-STB/ Fregat-MT Kourou            | Operativo            | |
| 13 | Galileo-FOC (Final Operation Capability)    | GSAT0210 ( Danielè)    | 24-may-2016 | Soyuz-STB/ Fregat-MT Kourou            | No utilizable        | Retirado de servicio desde el 30 de abril de 2023, hasta nuevo aviso                                                                         |
| 14 | Galileo-FOC (Final Operation Capability)    | GSAT0211 ( Alizée)     | 24-may-2016 | Soyuz-STB/ Fregat-MT Kourou            | Operativo            | |
| 15 | Galileo-FOC (Final Operation Capability)    | GSAT0207 ( Antonianna) | 17-nov-2016 | Ariane 5 ES Kourou                     | Operativo            | |
| 16 | Galileo-FOC (Final Operation Capability)    | GSAT0212 ( Lisa)       | 17-nov-2016 | Ariane 5 ES Kourou                     | Operativo            | |
| 17 | Galileo-FOC (Final Operation Capability)    | GSAT0213 ( Kimberley)  | 17-nov-2016 | Ariane 5 ES Kourou                     | Operativo            | |
| 18 | Galileo-FOC (Final Operation Capability)    | GSAT0214 ( Tijmen)     | 17-nov-2016 | Ariane 5 ES Kourou                     | Operativo            | |
| 19 | Galileo-FOC (Final Operation Capability)    | GSAT0215 ( Nicole)     | 12-dic-2017 | Ariane 5 ES Kourou                     | Operativo            | |
| 20 | Galileo-FOC (Final Operation Capability)    | GSAT0216 ( Zofia)      | 12-dic-2017 | Ariane 5 ES Kourou                     | Operativo            | |
| 21 | Galileo-FOC (Final Operation Capability)    | GSAT0217 ( Alexandre)  | 12-dic-2017 | Ariane 5 ES Kourou                     | Operativo            | |
| 22 | Galileo-FOC (Final Operation Capability)    | GSAT0218 ( Irina)      | 12-dic-2017 | Ariane 5 ES Kourou                     | Operativo            | |
| 23 | Galileo-FOC (Final Operation Capability)    | GSAT0219 ( Tara)       | 25-jul-2018 | Ariane 5 ES Kourou                     | Operativo            | |
| 24 | Galileo-FOC (Final Operation Capability)    | GSAT0220 ( Samuel)     | 25-jul-2018 | Ariane 5 ES Kourou                     | Operativo            | |
| 25 | Galileo-FOC (Final Operation Capability)    | GSAT0221 ( Anna)       | 25-jul-2018 | Ariane 5 ES Kourou                     | Operativo            | |
| 26 | Galileo-FOC (Final Operation Capability)    | GSAT0222 ( Ellen)      | 25-jul-2018 | Ariane 5 ES Kourou                     | Operativo            | |
| 27 | Galileo-FOC (Final Operation Capability)    | GSAT0223 ( Nikolina)   | 5-dic-2021  | Soyuz-STB/ Fregat-MT Kourou            | Operativo            | |
| 28 | Galileo-FOC (Final Operation Capability)    | GSAT0224 ( Shriya)     | 5-dic-2021  | Soyuz-STB/ Fregat-MT Kourou            | Operativo            | |
| 29 | Galileo-FOC (Final Operation Capability)    | GSAT0225 ( Patrick)    | 28-abr-2024 | Falcon 9 B-1060 Kennedy                | Operativo            | Vuelo Nº 20 del B-1060 de SpaceX (vigésimo re-uso e hito hasta ésa fecha como el cohete lanzado más veces en la historia).                   |
| 30 | Galileo-FOC (Final Operation Capability)    | GSAT0227 ( Julina)     | 28-abr-2024 | Falcon 9 B-1060 Kennedy                | Operativo            | Vuelo Nº 20 del B-1060 de SpaceX (vigésimo re-uso e hito hasta ésa fecha como el cohete lanzado más veces en la historia).                   |
| 31 | Galileo-FOC (Final Operation Capability)    | GSAT0226               | 17-sep-2024 | Falcon 9 B-1067 Cabo Cañaveral, SLC-40 | Operativo            | Vuelo Nº 22 del B-1067 de SpaceX (vigésimo segundo re-uso).                                                                                  |
| 32 | Galileo-FOC (Final Operation Capability)    | GSAT0232               | 17-sep-2024 | Falcon 9 B-1067 Cabo Cañaveral, SLC-40 | Operativo            | Vuelo Nº 22 del B-1067 de SpaceX (vigésimo segundo re-uso).                                                                                  |

Cada satélite, salvo los de pruebas, llevan el nombre de un niño ganador del concurso de dibujo Galileo de la Comisión Europea. Los ganadores fueron seleccionados en cada uno de los estados miembros de la Unión Europea.
Se considera que para que el sistema Galileo proporcione servicios de manera satisfactoria a nivel global tiene que tener 24 satélites operativos. En octubre de 2019 tiene 21.

## Incidencias
El sistema Galileo estuvo inoperativo durante una semana entre el 11 y el 18 de julio de 2019 a causa de una avería en los equipos de los centros de control, que calculan las predicciones de tiempo y órbita. Se  estudió la avería y se  solucionó.

## Receptores
Muchos chips receptores de señales son capaces de recibir las señales de Galileo y por ello 100 millones de teléfonos inteligentes y otros muchos dispositivos para usuarios finales que los contienen son compatibles con el en 2020. Desde 2017, los primeros móviles principales con esta característica fueron, por ejemplo, los Samsung Galaxy S8, Moto X4, Apple iPhone 8 y Apple iPhone X. El sitio web del GNSS proporciona la lista en permanente actualización de aparatos capaces de recibir la señal de Galileo

## Financiación
Se estimaba que el proyecto tendría un coste de entre 2.200 y 2.900 millones de euros durante el periodo 1999-2008,[cita requerida] que podría variar según las aportaciones de otros gobiernos interesados en el sistema, siendo asumido en fases tempranas de su desarrollo por organismos gubernamentales europeos para después ser completado con 2/3 del total con capital privado. Las compañías involucradas más importantes son: EADS, las españolas Hispasat y AENA, la británica Inmarsat, la italiana Leonardo, las francesas Alcatel y Thales Alenia Space, y las alemanas Deutsche Telekom y German Aerospace Centre.
Sin embargo la puesta en funcionamiento del sistema se retrasó hasta 2010, por lo que el presupuesto total se estimó entonces en 3.400 millones de euros.[cita requerida]
En el año 2007 el ministro de Transporte de Alemania, Wolfgang Tiefenseese, espera la creación de 150.000 puestos de trabajo relacionados con el sistema en la UE.[cita requerida]

## Participación no europea
La República Popular China (RPC) fue, desde el 9 de octubre de 2004, el primer país no europeo que participa en el programa Galileo, tras la firma del acuerdo en Pekín por Loyola de Palacio, en ese momento vicepresidenta de la Comisión Europea.
China aportaría 200 millones de euros del total de 3.200 millones del proyecto pese a las reticencias de algunos miembros europeos por transferir tecnología a China. En julio de 2005 la UE firmó contratos con varias compañías chinas para desarrollar aplicaciones comerciales para Galileo. Sin embargo, en 2006 China abandonó el proyecto, a favor de su sistema de navegación propio Beidou.
Se ha firmado ya un acuerdo con Israel y con India (septiembre de 2005), y se está en conversaciones con Brasil, Japón, Corea del Sur, Australia y Ucrania.

## Participación española
Las empresas que participan en el desarrollo del sistema de navegación Galileo son las siguientes: Thales Alenia Space, Consorcio GSS, EADS Astrium Crisa, Deimos Space, EADS CASA, GMV, Indra, Tryo Aerospace, Sener, RYMSA, Iberespacio.
La empresa española GMV gestiona el Galileo Reference Centre, el sistema independiente de vigilancia de la operación de Galileo.
En España se encuentra el Centro de Servicios GNSS de Galileo (GSC), en concreto en las instalaciones del INTA en Torrejón de Ardoz, y el Centro de Monitorización de la Seguridad de Galileo (GSMC), ubicado también en instalaciones del INTA en la Marañosa.

## Placas de desarrollo
La empresa IOT4 Ltd creó algunas placas de desarrollo para el uso de la red de navegación Galileo con Arduino, Raspberry o cualquier PC con Windows. Están disponibles  en diferentes tamaños y capacidades, basado en la arquitectura Ublox M8. El GA-001 es la LEA-M8 , la GA-002  es el chipset MAX-M8 y GA-003 está utilizando NEO-M8.

## Concurso Galileo Masters
Concurso dirigido a promover entre las pequeñas empresas de la UE la elaboración de ideas sobre nuevos productos para Galileo.

### Ganadores
- 2004, HCL Technologies (Múnich): un dispositivo barato que combina la tecnología GPS y los datos existentes para ayudar a los pescadores a decidir el mejor sitio para echar las redes.
- 2005, Sophia Antípolis: flota de "vehículos ecológicos" que circulan por las ciudades de la Unión. Cada miniautomóvil eléctrico está equipado con un sistema de navegación, de esta forma los usuarios solamente tendrán que encontrar el vehículo más cercano vía Internet o telefonía móvil.
- 2006, Conor Keegan (Reino Unido) Sismología utilizando las señales de tiempo utilizando GNSS. Actualmente en los estudios sismométricos se utiliza una red de sensores distribuidos que deben unirse mediante cables. Con el sistema propuesto se eliminan los cables al utilizar como reloj común de alta precisión el suministrado por la red Galileo.
- 2007, Zaharia Dragos y Sophia Antipolis (Francia): Algoritmo, procedimiento y dispositivo para la protección de transacciones financieras. A los datos habituales se añade una señal de tiempo obtenida de los relojes de Galileo.
- 2008, Peter Hall y Christin Edwards (Reino Unido e Irlanda): Rescate en Tiempo Real. Un sistema de localización personal pensado para accidentes marítimos.
- 2009, José Caro Ramón (España): Dispositivo Osmógrafo que facilita las operaciones de rescate con perros. Cada perro lleva un localizador GNSS y sus datos se transmiten al coordinador para que sepa que zonas ya han sido vistas y cuáles faltan por hacerlo.

## Comprobación de teoría de Einstein
El sistema de navegación por satélite Galileo dio una alegría de proporciones históricas a todos los físicos del mundo, al permitir medir con una precisión inédita cómo la influencia de la gravedad altera el paso del tiempo, un elemento clave de la teoría general de la relatividad de Einstein.
Dos equipos europeos de física fundamental, trabajando en paralelo, han logrado quintuplicar la precisión de medición del efecto de dilatación provocado por la gravedad, lo que se conoce como ‘corrimiento al rojo gravitacional’. 
Estos resultados fueron la feliz consecuencia de un desafortunado accidente: en 2014, los satélites 5 y 6 de Galileo quedaron atrapados en órbitas incorrectas debido a un fallo en la etapa superior de un cohete Soyuz, impidiendo su uso para la navegación. Los controladores de vuelo de la ESA se lanzaron a una atrevida maniobra de recuperación espacial para elevar los puntos más bajos de sus órbitas y hacerlas más circulares. Una vez que los satélites lograron tener una vista de todo el disco terrestre, se pudieron fijar sus antenas y activar sus cargas útiles de navegación. A pesar de todo, sus órbitas siguen siendo elípticas: cada satélite asciende y desciende unos 8.500 km dos veces al día. Pero ha sido precisamente esta oscilación regular en su altura y, por ende, en sus niveles de gravedad, lo que los ha convertido en una herramienta de gran valor para este tipo de investigación. 
En la actualidad, los satélites se emplean como parte del Servicio de Búsqueda y Salvamento (SAR) de Galileo, mientras que su integración como parte de las operaciones nominales de la constelación está siendo evaluada de forma definitiva por la ESA y la Comisión Europea.